# Меликов, Иса Фазиль оглы
Иса Меликов — (азерб. Məlikov İsa Fazil oğlu); род. 21 октября 1980 года, Баку, Азербайджанская ССР) — азербайджанский композитор и продюсер. Автор многих музыкальных идей, музыкальных проектов, хитов, музыки к кинофильмам. Песни Исы Меликова исполняют яркие звезды азербайджанской эстрады, исполнители стран СНГ и Европы. Среди них Дима Билан, Эльдар Гасымов, Никки Джамал, Glenys Vargas, Kevin Ettienne, Elli, Айсель, Гюнешь, Зульфия Ханбабаева, Айгюн Кязимова, Эльнара, Ройя, Эльшад Хосе, Севда Алекперзаде, Манана, Фаик Агаев, Тунзаля Агаева, Замиг и многие другие.

## Биография
Родился 21 октября 1980 года в г. Баку. Родители будущего композитора с детства прививали любовь к музыке. Ещё в детстве Иса знал наизусть тексты многих иностранных хитов, и с 6 лет старался исполнять на пианино услышанные песни.
В 1987 году поступает в 189-ю среднюю школу г. Баку. В 1990 году становится учеником 1 музыкальной школы г. Баку имени Вагифа Мустафазаде.
В 1995 году поступает в Музыкальный колледж имени Асафа Зейналлы. В 1997 году поступает в Азербайджанский государственный университет культуры и искусства, и в 2001 году заканчивает его с отличием по специальности: дирижёр оркестра народных музыкальных инструментов. В 2003 году получает степень магистра искусств.
С 2002 года для представления нового жанра в Азербайджане приступает к тщательному изучению жанра R&B. В 2003 году впервые в Азербайджане пишет песню в стиле R&B «Qəm Otaği» для певицы Эльнары, и при этом ставит себе целью популяризацию жанра R&B в Азербайджане.
В 2004 году становится членом Британской академии композиторов и поэтов-песенников.
В 2005 году впервые пробует синтез азербайджанского фольклора (мугам) и стиля R&B с песней «Uçduq», исполненной певцом Замигом.
С 2006 года становится диссертантом Бакинской музыкальной кадемии имени Узеира Гаджибекова.
В 2006 году становится музыкальным продюсером самого крупного азербайджанского музыкального телевизионного проекта в формате реалити-шоу «Академия».
В 2008 году принимает участие в Berlinale Talent Campus в рамках 58-го Берлинского кинофестиваля, где знакомится и получает мастер-класс от двухкратного обладателя премии «Оскар» композитора Густаво Сантаолалья.
В 2008 году создает продюсерский центр «Baku Music Factory», и становится его генеральным продюсером.
Под руководством Исы Меликова первый проект продюсерского центра «BMF» занимает третье место на почетном международном конкурсе «Евровидение-2009» с участием певицы Айсель Теймурзаде.
В 2009 году организовывает первый в Азербайджане официальный цифровой и издательский рекорд-лейбл «BMF Records».
В 2011 году проект «BMF Records» с участием певицы Нигяр Джамал в дуэте с Эльдаром Касимовым занимают первое место на Евровидение 2011 с песней «Running Scared».
Глава азербайджанской делегации на конкурсе «Евровидение» (2009—2022).

### Деятельность после Евровидения 2011
14 января 2012 года датский национальный вещатель DR объявил о составе международного жюри «Dansk Melodi Grand Prix 2012» (датский национальный отбор на конкурс «Евровидение 2012»), в состав которого наряду с Oceana, Ell & Nikki, Александром Рыбаком и Алексеем Воробьёвым вошёл Иса Меликов.
Организовал первую в Азербайджане интернет музыкальную марку BMF, аналогичную американской музыкальной марке VEVO, и российский ELLO, став официальным партнёром YouTube и первым официальным азербайджанским каналом YouTube в сфере музыки и развлечений. На канале представляются проекты продюсерского центра BMF, и смежные с ним проекты.
Является автором музыки к песне «Heartbreaker» для Эльдара Гасымова, к песне «Обними меня» Димы Билана и Нигяр Джамал.
В 2016 году совместно с казахстанским продюсером Дастаном Оразбековым представил международный проект – герлз-бэнд Turkiss с дебютным синглом "Çağır məni" в азербайджанской версии и «Шақыр мені» в казахской (музыка Исы Меликова), творческая деятельность которого осуществляется в Казахстане и Азербайджане.
В 2017 году написал музыку к песне "Skeletons" (слова: Сандра Бьерман), с которой Азербайджан на конкурсе Евровидение-2017 представляет Dihaj.

### Евровидение 2019
Возвращается в команду подготовки артиста в качестве музыкального директора и креативного продюсера. Азербайджан на конкурсе представляет Чингиз Мустафаев с песней "Truth".

## Деятельность в кинематографе
В 2008 году приступает к своей дебютной работе в кинематографе над фильмом «Куклы» в качестве композитора, мировая премьера которого состоялась в июле 2010 года в ходе конкурсной программы кинофестиваля в Карловых Варах.

## Личная жизнь
В 2007 году в Баку состоялась свадьба Исы Меликова с бакинкой польского происхождения Паулиной Володковской. В 2013 году в Майами у пары родилась дочь Мелиса.